# サイモン・ブラックバーン
サイモン・ブラックバーン（Simon Blackburn, 1944年7月12日- ）は、イギリスの哲学者。メタ倫理学上の学説である準実在論を提唱したことで知られる。

## 経歴
1944年、 グロスタシャー州のチッピング・ソドベリー(Chipping Sodbury)生まれ。ブリストルのクリフトン・カレッジに入学したが、ケンブリッジ大学のトリニティ・カレッジに転入し、1965年にそこで学士号を取得した。1970年、ケンブリッジ大学チャーチル・カレッジで博士号を取得した。
長年、ケンブリッジ大学の哲学教授を務めていたが、2011年に退官した。現在、ノースカロライナ大学チャペルヒル校の哲学科特任教授として、毎年秋学期に授業を持っている。それに加えて、ケンブリッジ大学トリニティ・カレッジのフェロー、ロンドンのニューカレッジ・オブ・ヒューマニティーズ（New College of the Humanities）の教授も務める。過去には、オックスフォード大学ペンブローク・カレッジのフェロー、ノースカロライナ大学のエドナ・コウリー教授（専任教員）もつとめた。2007年にはアメリカ芸術科学アカデミーの国外名誉フェローに選出された。学界においては、2009年～2010年度までアリストテレス協会の会長の任をつとめた。

## 研究内容・業績
- メタ倫理学の分野においては、準実在論の提唱者として知られる。また、哲学の様々な主題について、新ヒューム主義的な主張を擁護している。
- 英国ヒューマニズム協会の支持者として、神は存在しないと議論しているが、自分のことは「無神論者（atheist）」ではなく、「不信心者（infidel）」と称することを好んでいる[2]。2010年9月に、ローマ教皇ベネディクト16世の英国訪問に反対する公開書簡が55人の知識人の署名とともに『ガーディアン』誌に掲載されたが、ブラックバーンもそこに名を連ねており、宗教者が政治に及ぼす影響はなるべく小さくあるべきだと論じた[3]。
- 過去には『マインド』誌の編集者を務めていた。また、BBCラジオ4の番組『The Moral Maze』など、イギリスの各種メディアにたびたび出演している。一般に向けた哲学入門書についても多数執筆している。

## 主要著作
- Reason and Prediction (1973). ISBN 0-521-08742-2.
- Spreading the Word (1984) - a text. ISBN 0-19-824650-1.
- Essays in Quasi-Realism (1993). ISBN 0-19-508041-6 and ISBN 0-19-508224-9.
- The Oxford Dictionary of Philosophy (1994) - compiled whole-handedly. ISBN 0-19-211694-0.
- Ruling Passions (1998) - a defense of quasi-realism as applied to ethics. ISBN 0-19-824785-0.
- Truth (1999) (edited w/ Keith Simmons) - from Oxford Readings in Philosophy series. ISBN 0-19-875250-4.
- Think: A Compelling Introduction to Philosophy. (1999) ISBN 0-19-210024-6 and ISBN 0-19-969087-1.
- Being Good (2001) - an introduction to ethics. ISBN 0-19-210052-1.
  - Reprinted as Ethics: A Very Short Introduction in Oxford University Press' Very Short Introductions series. ISBN 0-19-280442-1.

坂本知宏、村上毅訳『ビーイング・グッド――倫理学入門』晃洋書房、2003年
- Lust (2004) - one of an Oxford University Press series covering the Seven Deadly Sins. ISBN 0-19-516200-5.
屋代通子訳『哲人たちはいかにして色欲と闘ってきたのか』築地書館、2011年
- Truth: A Guide (2005). ISBN 0-19-516824-0.
- Plato's Republic: A Biography (2006) - from Atlantic Books' Books That Shook the World series. ISBN 1-84354-350-8.
木田元訳『プラトンの『国家』』ポプラ社、2007年
- "What do we really know? -The Big Questions of Philosophy" - (2009) from Quercus. ISBN 978-1-78087-587-3.
- Ethics: A Very Short Introduction. Oxford: Oxford University Press. (2001). ISBN 978-0-19-280442-6
- Mirror, Mirror: The Uses and Abuses of Self-Love (Princeton, NJ: Princeton University Press, 2014)